# Partie des Jahrhunderts

Partie des Jahrhunderts

Die Partie des Jahrhunderts ist eine Schachpartie zwischen den beiden US-Amerikanern Donald Byrne und Robert James „Bobby“ Fischer, die am 17. Oktober 1956 in der 8. Runde des Rosenwald-Memorial-Schachturniers in New York gespielt wurde. Der Sieger dieser Partie, der 13-jährige Bobby Fischer, war zu dieser Zeit ein noch kaum bekanntes Nachwuchstalent, das gerade die US Junior Championship gewonnen hatte; sein Gegner war ein anerkannter Meister. Sie machte wegen ihres spektakulären Verlaufs die Runde durch die Schachpresse der ganzen Welt. Ihren Namen erhielt sie von Hans Kmoch, der bei dem Turnier anwesend war.

## Partie
Donald Byrne – Bobby Fischer
1. Sg1–f3 Sg8–f6 2. c2–c4 g7–g6 3. Sb1–c3 Lf8–g7 4. d2–d4 0–0 5. Lc1–f4 d7–d5
Die Grünfeld-Indische Verteidigung, D92.
6. Dd1–b3 d5xc4 7. Db3xc4 c7–c6 8. e2–e4 Sb8–d7 9. Ta1–d1 Sd7–b6 10. Dc4–c5 Lc8–g4 11. Lf4–g5? (Diagramm)
Dieser Zug ist ein Fehler und ein Tempoverlust. Besser wäre es gewesen, mit 11. Lf1–e2 die Rochade vorzubereiten. Der nächste Zug von Fischer wurde von Byrne sehr wahrscheinlich nicht vorhergesehen. Kmoch schrieb in seinem Kommentar:  Bobby sieht mit Adleraugen schwache Stellen in der gegnerischen Position: Die Dame und der König stehen schwach. Der Wunderknabe löste eine Reihe von Kombinationen aus, die mächtigen Eindruck machen.
|   | a | b | c | d | e | f | g | h |   |
| 8 |   |   |   |   |   |   |   |   | 8 |
| 7 |   |   |   |   |   |   |   |   | 7 |
| 6 |   |   |   |   |   |   |   |   | 6 |
| 5 |   |   |   |   |   |   |   |   | 5 |
| 4 |   |   |   |   |   |   |   |   | 4 |
| 3 |   |   |   |   |   |   |   |   | 3 |
| 2 |   |   |   |   |   |   |   |   | 2 |
| 1 |   |   |   |   |   |   |   |   | 1 |
|   | a | b | c | d | e | f | g | h |   |

11. … Sb6–a4!! 12. Dc5–a3
Auf 12. Sc3xa4 folgt 12. … Sf6xe4 und Schwarz kommt in Vorteil, zum Beispiel nach 13. Dc5–c1 Dd8–a5+ 14. Sa4–c3 Lg4xf3 15. g2xf3 Se4xg5 oder 13. Dc5xe7 Dd8–a5+ 14. b2–b4 Da5xa4 15. De7xe4 Tf8–e8 16. Lg5–e7 Lg4xf3 17. g2xf3 Lg7–f8
12. … Sa4xc3 13. b2xc3 Sf6xe4 14. Lg5xe7 Dd8–b6 15. Lf1–c4
Nach 15. Le7xf8 folgt 15. … Lg7xf8 16. Da3–b3 Se4xc3!
Se4xc3 16. Le7–c5 Tf8–e8+ 17. Ke1–f1 (Diagramm)
|   | a | b | c | d | e | f | g | h |   |
| 8 |   |   |   |   |   |   |   |   | 8 |
| 7 |   |   |   |   |   |   |   |   | 7 |
| 6 |   |   |   |   |   |   |   |   | 6 |
| 5 |   |   |   |   |   |   |   |   | 5 |
| 4 |   |   |   |   |   |   |   |   | 4 |
| 3 |   |   |   |   |   |   |   |   | 3 |
| 2 |   |   |   |   |   |   |   |   | 2 |
| 1 |   |   |   |   |   |   |   |   | 1 |
|   | a | b | c | d | e | f | g | h |   |

17. … Lg4–e6!
Ein glänzendes Opfer. Wenn Weiß nun nicht die Dame schlägt und stattdessen 18. Lc4xe6 spielt, folgt ein sogenanntes Ersticktes Matt nach 18. … Db6–b5+ 19. Kf1–g1 Sc3–e2+ 20. Kg1–f1 Se2–g3+ 21. Kf1–g1 Db5–f1+ 22. Td1xf1 Sg3–e2 matt. Auch 18. Da3xc3 rettet Weiß nicht, wegen 18. … Db6xc5.
18. Lc5xb6 Le6xc4+ 19. Kf1–g1 Sc3–e2+ 20. Kg1–f1 Se2xd4+ 21. Kf1–g1 Sd4–e2+ 22. Kg1–f1 Se2–c3+ 23. Kf1–g1 a7xb6 24. Da3–b4 Ta8–a4 25. Db4xb6 Sc3xd1
Als Ergebnis der Kombination hat Schwarz nun eine klare Gewinnstellung. Byrne spielte allerdings noch weiter, vielleicht, weil er auf einen Fehler seines Gegners hoffte, oder er ließ sich als Anerkennung gegenüber seinem jugendlichen Gegner mattsetzen, wie von ihm später angegeben (siehe weiter unten), was auch erklären würde, warum er tatsächlich bis zum Schachmatt zu Ende spielte und nicht in noch hoffnungsloserer Stellung doch noch aufgab.
26. h2–h3 Ta4xa2 27. Kg1–h2 Sd1xf2 28. Th1–e1 Te8xe1 29. Db6–d8+ Lg7–f8 30. Sf3xe1 Lc4–d5 31. Se1–f3 Sf2–e4 32. Dd8–b8 b7–b5 33. h3–h4 h7–h5 34. Sf3–e5 Kg8–g7 35. Kh2–g1 Lf8–c5+ 36. Kg1–f1 Se4–g3+ 37. Kf1–e1 Lc5–b4+
Einen Zug schneller war 37. … Te2+ 38. Kd1 Lb3+ 39. Kc1 La3+ 40. Kb1 Te1 matt oder 37. … Lb3
38. Ke1–d1 Ld5–b3+ 39. Kd1–c1 Sg3–e2+ 40. Kc1–b1 Se2–c3+ 41. Kb1–c1 Ta2–c2 matt 0:1

## Folgen
Auf den Turnierendstand hatte die Partie keinen großen Einfluss: Samuel Reshevsky siegte überlegen mit neun Punkten aus elf Partien. Byrne landete mit fünfeinhalb Punkten auf dem fünften Platz, Fischer erreichte, mit einem Punkt weniger, den neunten Platz.
Die Partie führte dazu, dass man in der Sowjetunion auf Fischer aufmerksam wurde. Juri Awerbach äußerte: „Nachdem ich die Partie gesehen hatte, war ich überzeugt, dass der Junge teuflisch talentiert ist.“ Awerbachs Einschätzung sollte sich bewahrheiten: Fischer wurde bereits 1958 Großmeister und 1972 Weltmeister in einem medial weitbeachteten Wettkampf gegen Boris Spasski.
Dan Heisman, einem seiner Schachstudenten, erklärte Byrne später, warum er bis zum Matt weitergespielt hatte: „Einmal muss man bedenken, dass 1956 keiner ahnte, dass Bobby Fischer einmal Bobby Fischer werden würde. Er war lediglich ein erfolgversprechender Junge, der ein hervorragendes Spiel gegen mich gespielt hatte. Als ich mich in aussichtsloser Position befand, fragte ich einige der Turniermitspieler, ob es nett wäre, den Jungen mich matt setzen zu lassen, sozusagen als Anerkennung für sein feines Spiel. Sie antworteten: ‚Ja, warum nicht?‘, und so spielte ich zu Ende.“
Byrne blieb ebenfalls ein führender Spieler der Vereinigten Staaten.